# كلاوس روست
كلاوس روست (بالألمانية: Klaus Rost)‏ هو مصارع هاوي ألماني، ولد في 2 مارس 1940 في فيتن في ألمانيا.

## وصلات خارجية
- كلاوس روست على موقع قاعدة بيانات المصارعة الدولية (الإنجليزية)
- كلاوس روست على موقع اللجنة الأولمبية الدولية (الإنجليزية)
- كلاوس روست على موقع أوليمبيديا (الإنجليزية)